# Mezytylen
Mezytylen (1,3,5-trimetylobenzen), C6H3(CH3)3 – organiczny związek chemiczny z grupy węglowodorów aromatycznych. Jest trujący. Jego izomerami są m.in. kumen (izopropylobenzen, Ph-iPr) i pseudokumen (1,2,4-trimetylobenzen).
Otrzymuje się go ze smoły węglowej lub syntetycznie przez polikondensację acetonu lub polimeryzację propynu.

## Otrzymywanie
Mezytylen otrzymuje się przemysłowo przez izolację z produktów krakingu i reformingu ropy naftowej, a także ze smoły pogazowej. Można wytwarzać go także przez alkilowanie toluenu i ksylenu metodą Friedela-Craftsa oraz przez dysproporcjonowanie ksylenu w obecności chlorku glinu, AlCl
3:
2C
6H
4(CH
3)
2 ⇌ C
6H
3(CH
3)
3 + C
6H
5CH
3
W skali laboratoryjnej można go otrzymać udoskonaloną metodą Kane'a przez dehydratację acetonu:
|  |  | 3(CH 3) 2CO → C 6H 3(CH 3) 3 + 3H 2O | (<10 °C, w obecności stęż. H 2SO 4) |  |

## Zastosowanie
Mezytylen jest stosowany głównie do otrzymywania 2,4,6-trimetyloaniliny (mezydyny; służącej z kolei do produkcji barwników). Powstaje ona w wyniku selektywnego mononitrowania mezytylenu w specjalnych warunkach, np. w niskiej temperaturze i w obecności acetonitrylu oraz kwasu sulfaminowego.

## Reakcje

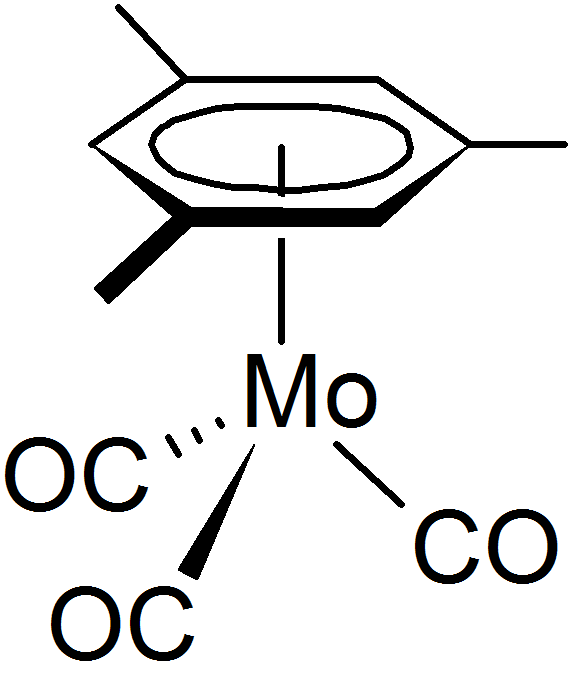
Molibdenowy kompleks mezytylenu

Utlenianie mezytylenu rozcieńczonym kwasem azotowym daje kwas trimezynowy C
6H
3(COOH)
3.
Łatwo ulega bromowaniu, dając bromomezytylen:
(CH
3)
3C
6H
3 + Br
2 → (CH
3)
3C
6H
2Br + HBr
Mezytylen może być ligandem w związkach metaloorganicznych, jednym z przykładów jest kompleks [(η
6-C
6H
3Me
3)Mo(CO)
3], który można otrzymać w reakcji ksylenu z heksakarbonylkiem molibdenu.

## Historia
Mezytylen został po raz pierwszy otrzymany w 1837 r. przez irlandzkiego chemika Roberta Kane'a przez ogrzewanie acetonu ze stężonym kwasem siarkowym. Źródłem nazwy „mezytylen” były prace niemieckiego chemika Carla Reichenbacha, który nazywał aceton „mesit” (od greckiego μεσίτης, mediator), ze względu na jego właściwości, które oceniał jako lokujące się pomiędzy etanolem a eterem dietylowym. Kane z kolei uważał, że aceton jest alkoholem i określał go jako mesitic alcohol („alkohol mezytowy”). Sądził przy tym, że w reakcji z kwasem siarkowym nastąpiło odwodnienie alkoholu mezytowego i powstanie alkenu, „mezytylenu”. Wzór empiryczny mezytylenu określony przez Kane'a jako C
6H
4 był błędny, podobnie jak C
18H
12, podany przez Augusta von Hofmanna w lutym 1849 r.. Prawidłowy wzór sumaryczny C
9H
12 ustalił w 1866 r. Adolf von Baeyer, jednak zaproponował dla niego błędną strukturę tetracyklo[3.1.1.11,3.13,5]nonanu. Strukturę mezytylenu jako trimetylobenzenu przedstawił Albert Ladenburg w 1874 r., jednak przyjmując zaproponowaną przez siebie błędną budowę benzenu jako pryzmanu.

Historyczne struktury mezytylenu
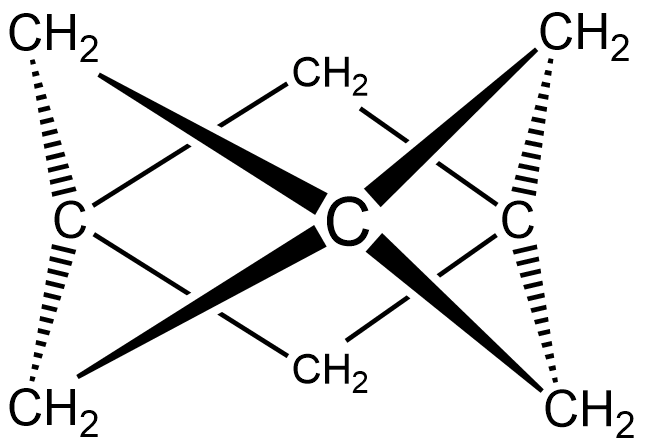
Budowa mezytylenu wg Bayera (tetracyklo[3.1.1.11,3.13,5]nonan)
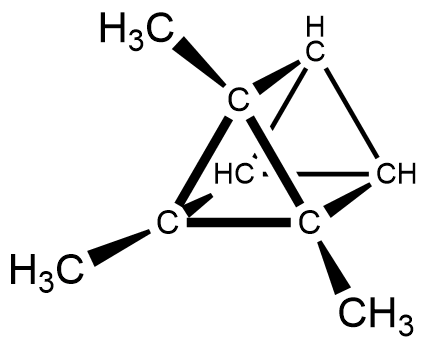
Budowa mezytylenu wg Ladenburga (1,2,6-trimetylopryzman)

## Bezpieczeństwo i środowisko
Mezytylen jest również głównym miejskim lotnym związkiem organicznym (LZO), który powstaje w wyniku spalania. Odgrywa znaczącą rolę w tworzeniu aerozolu i ozonu troposferycznego oraz innych reakcjach w chemii atmosfery.

## Identyfikacja
- numer UN (ONZ): 2325
- numer WE (EINECS): 203-604-4